# STAGGER
STAGGER（スタッガー）は、日本のロックユニット。
1994年11月、wea japanからシングル「愛を今夜届けに来たよ」でデビュー。同レーベルで3枚のシングルと2枚のアルバムをリリース。
1997年解散。

## メンバー
- 北谷洋（ボーカル・ギター）

解散後、1999年4月20日にLapis Lazuliのヴォーカルとして加入。同年、アニメソング歌手としてソロデビューする。
- 佐藤あつし（キーボード・ボーカル）

1996年〜2003年までHΛLのメンバーとしても活動。以降、単独で作編曲家として活動している。
- 橋本幸光（ドラムス・コーラス）

結成前はJOE-ERKのドラマーとして活動。

## ディスコグラフィ

### 参加作品
| 発売日        | タイトル     | 規格品番  | 曲順 | 楽曲                 |
| ------------- | ------------ | --------- | ---- | -------------------- |
| 1995年4月25日 | HITS 1 JAPAN | WPC6-8125 | M.15 | 愛を今夜届けに来たよ |

## タイアップ一覧
| 使用年 | 曲名                 | タイアップ                                          |
| ------ | -------------------- | --------------------------------------------------- |
| 1994年 | 愛を今夜届けに来たよ | ケンタッキーフライドチキン「'94クリスマス」CMソング |
| 1994年 | 愛を今夜届けに来たよ | TBS系『COUNT DOWN TV』エンディングテーマ            |
| 1995年 | Now And Forever      | 日本テレビ系『Jリーグ中継』イメージソング           |
| 1996年 | Kiss me              | リコー「preter」CMソング                            |